# Phyllospadix torreyi
Phyllospadix torreyi là một loài thực vật có hoa trong họ Zosteraceae. Loài này được S.Watson miêu tả khoa học đầu tiên năm 1879.